# ARGONAVIS ナビゲーターラジオ
『ARGONAVIS ナビゲーターラジオ』（アルゴナビス ナビゲーターラジオ）は、ニッポン放送で放送されていたラジオ番組。
2020年9月22日のHiBiKi Radio Stationでのプレ配信を経て、2020年10月12日から放送開始。2022年3月28日、放送終了。

## 概要
ブシロードのメディアミックスプロジェクト『from ARGONAVIS』に関する情報を"ナビゲート"する番組。タイトルの「ナビゲーター」はプロジェクトのファンの呼称、ならびに総合情報番組であることから。
プロジェクトのメディアミックス作品、音楽活動などの情報のほか、それらに関する裏話なども聞くことができる。twitterハッシュタグは「#ナビラジ」。
放送前（放送開始当初は放送後）には、その回の聴きどころなどについて話した動画が公式Twitterにアップされる。
2021年5月3日、2時間スペシャルが放送された。

## パーソナリティ
- 伊藤昌弘（Argonavis 七星蓮 役）
- 小笠原仁（GYROAXIA 旭那由多 役）

## 放送・配信時間
- 毎週月曜日20:00 - 20:30 - ニッポン放送
- 毎週火曜 - HiBiKi Radio Station（ディレイ配信）

おまけとして5〜15分程度のトークが、「楽屋裏」として配信されている（試聴にHiBiKi Radio Stationへの無料会員登録が必要）。

## コーナー
- NAVIGATORたちの詩（うた）

テーマに沿った５・７・５の詩を募集するコーナー。テーマは定期的に変わる。
- 人生の道案内

真面目な悩みから軽めの悩みまで、お悩みを募集。人生の岐路にいる人への道案内として、アドバイスや指針を贈るコーナー。
- 私のまわりの◯◯！

from ARGONAVISのキャラクターと似ているところがある人のエピソードを募集するコーナー。旭那由多役の小笠原仁が、ボイスが出るボタンを押して似ているか、どう思ったかなどを判定する。
元は『私のまわりのカリスマ！』として、旭那由多のようなカリスマ性のある人を紹介してもらうコーナーだった。

## エピソード
- タイトルコールよりも前にオープニングトークの一部を行う、という特殊な構成になっている。パーソナリティの身に最近起きた出来事の話が多い。お別れの挨拶の後にも、10秒程度のエンディングトークがある。
- 前身番組『Argonavis ラジオライン』にてパーソナリティを務めていた前田誠二が、最終回にて贈られた「初代パーソナリティTシャツ」を着用してゲスト出演した[4]。
- 2021年9〜10月ごろ、伊藤が『アルゴナビス Acoustic Tour 2021 -Autumn Session-』により、日本全国を回っていた。そこで、小笠原が自費で3万円を伊藤に託し、全国からお土産を買ってきてもらう「まさひろ納税」を敢行（命名は「ふるさと納税」より）、実質コーナー化。お土産の受け渡しをする様子が主に「楽屋裏」にて配信された[5]。

内容は完全に伊藤のセンスに一任されており、ブランド牛肉からキーホルダーまで多岐にわたった。
- #57（2021年12月27日放送回）では特別コーナー「ゆくナビ、くるナビ」にて、2021年の活動を振り返った[6]。
- #69（2022年3月28日放送回）にて、最終回を記念し、パーソナリティ二人による生歌唱・生演奏にてArgonavisの楽曲「可能性」（アコースティックバージョン）が披露された[7]。

## ゲスト
出演ゲストがメインキャラのボイスキャストの場合、『私のまわりの◯◯！』などに使われるボイスを数点収録していく。
- #18（2021年3月1日） - 前田誠二（Argonavis 的場航海 役）
- #19（2021年3月8日） - 秋谷啓斗（GYROAXIA 曙涼 役）
- #20-21（2021年3月22日） - 宮内告典（GYROAXIA 界川深幸 役）
- #25（2021年4月26日） - ASH DA HERO
- #SP（2021年5月3日） - 日向大輔（Argonavis 五稜結人 役）、橋本真一（GYROAXIA 里塚賢汰 役）
- #26（2021年5月3日） - ランズベリー・アーサー(Fantôme Iris フェリクス・ルイ＝クロード・モンドール 役)
- #31（2021年6月7日） - 輝馬（ARGONAVIS the Live Stage 摩周慎太郎 役）
- #32（2021年6月21日） - 榊原優希（εpsilonΦ 宇治川紫夕 役）
- #67（2022年3月14日） - 秋谷啓斗（GYROAXIA 曙涼 役）